# لوز

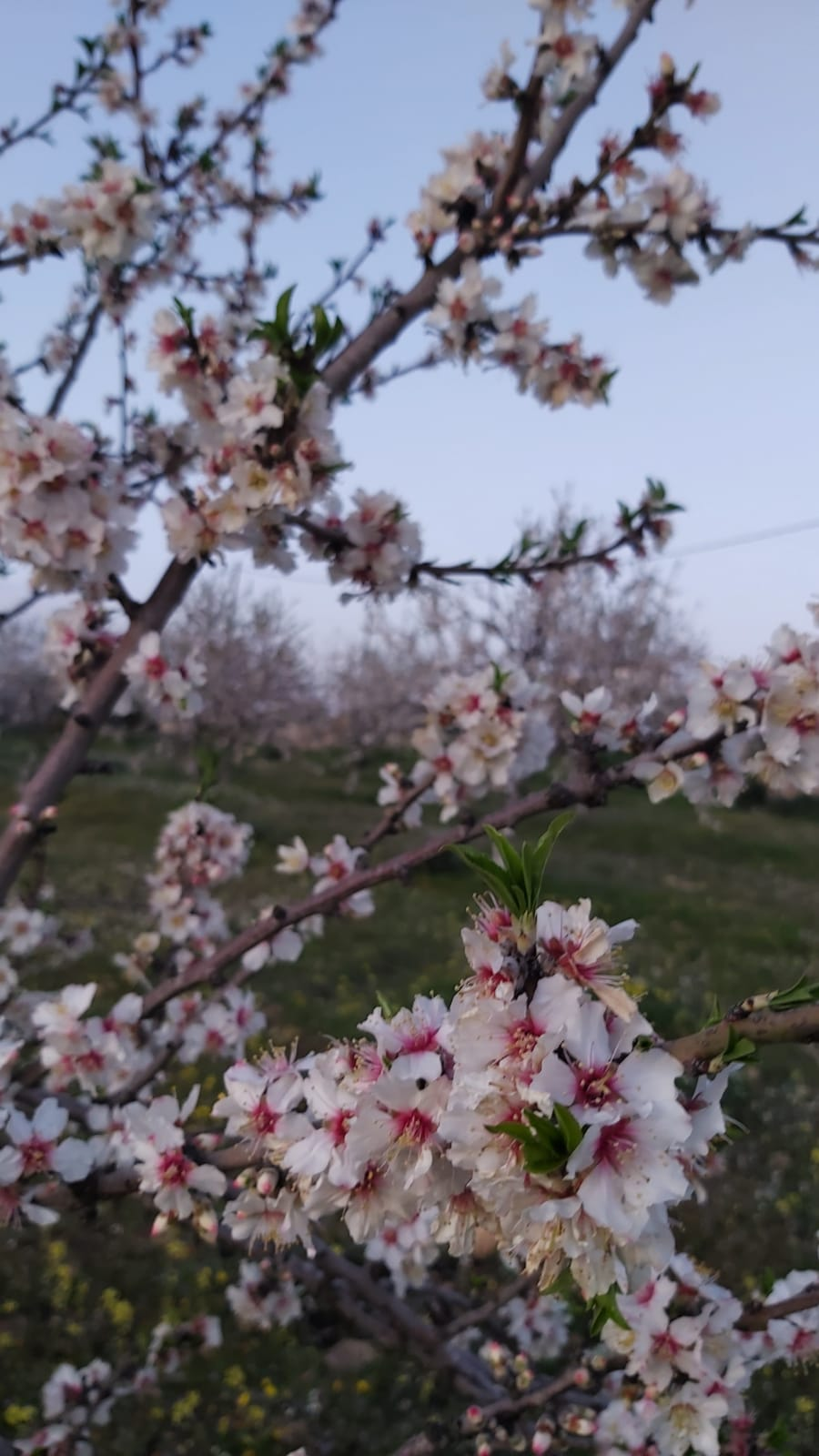
أزهار اللوز

اللوز أو لوز مُنفَرك أو لوز فَرِك أو عَقابيّة (بالإنجليزية: Prunus dulcis أو Prunus amygdalus أو Almond)‏ هو أحد أنواع جنس الخوخ من الفصيلة الوردية

## الموطن والانتشار
موطنه بلاد الشام وتركيا. ويزرع في أماكن عديدة حول العالم منها دول شمال إفريقيا وإسبانيا وأستراليا والسعودية واليمن.
معظم الإنتاج يأتي حاليا من ولاية كاليفورنيا الأمريكية تليها اسبانيا ثم المغرب.
شجرة اللوز من أشجار حوض البحر المتوسط حيث تنمو في سوريا ولبنان وتركيا وفلسطين والاردن وتونس والجزائر والمغرب وليبيا. إلا أنها تنمو في دول أخرى كالولايات المتحدة الأمريكية وهي أكبر دولة منتجة له وينمو كذلك في دول أخرى مثل اليمن وأيضا بكميات قليلة في دول أخرى كالمملكة العربية السعودية، حيث يعتبر من أهم المحاصيل في منطقة الباحة. تتميز شجرة اللوز بجمالها الدائم طوال العام: إذ تتوشح باللون الأبيض والقرنفلي في الشتاء، وتكون خضراء في الربيع، ثم تصبح متعددة الألوان في الصيف حيث تبدأ الأوراق في الإصفرار والسقوط. وفي نهاية الخريف لا يتبقى منها سوى الأغصان التي تكتسي باللون الأسود.

## الوصف النباتي
النبات شجرة صغيرة نفضية ارتفاعها عادة حوالي 3-4 أمتار. تتميز شجرة اللوز بأزهارها الجميلة ذات اللون القرنفلي الرائع، وتظهر هذه الأزهار وتتفتح في أوائل الربيع وقبل ظهور الأوراق بوقت طويل، وحينما يتم لقاح هذه الأزهار فإن كل واحدة منها تتحول إلى ثمرة تنمو داخل قشرة ناعمة ورقيقة وعندما تنضج الثمرة الداخلية التي هي حبة اللوز المقصودة هنا فإن القشرة تتحول إلى غلاف جاف خشبي الشكل.
النواة الداخلية لثمرة اللوز عبارة عن بذرة خشبية الشكل عندما تجف، وتكون هي بدورها بذرة شجرة اللوز، وقد تحوي الثمرة أحيانا بذرتين. الشجرة متناسقة الشكل يصل طولها إلى 12م ولها أوراق طويلة ملتفة ومدببة الرأس.

## ثمار اللوز

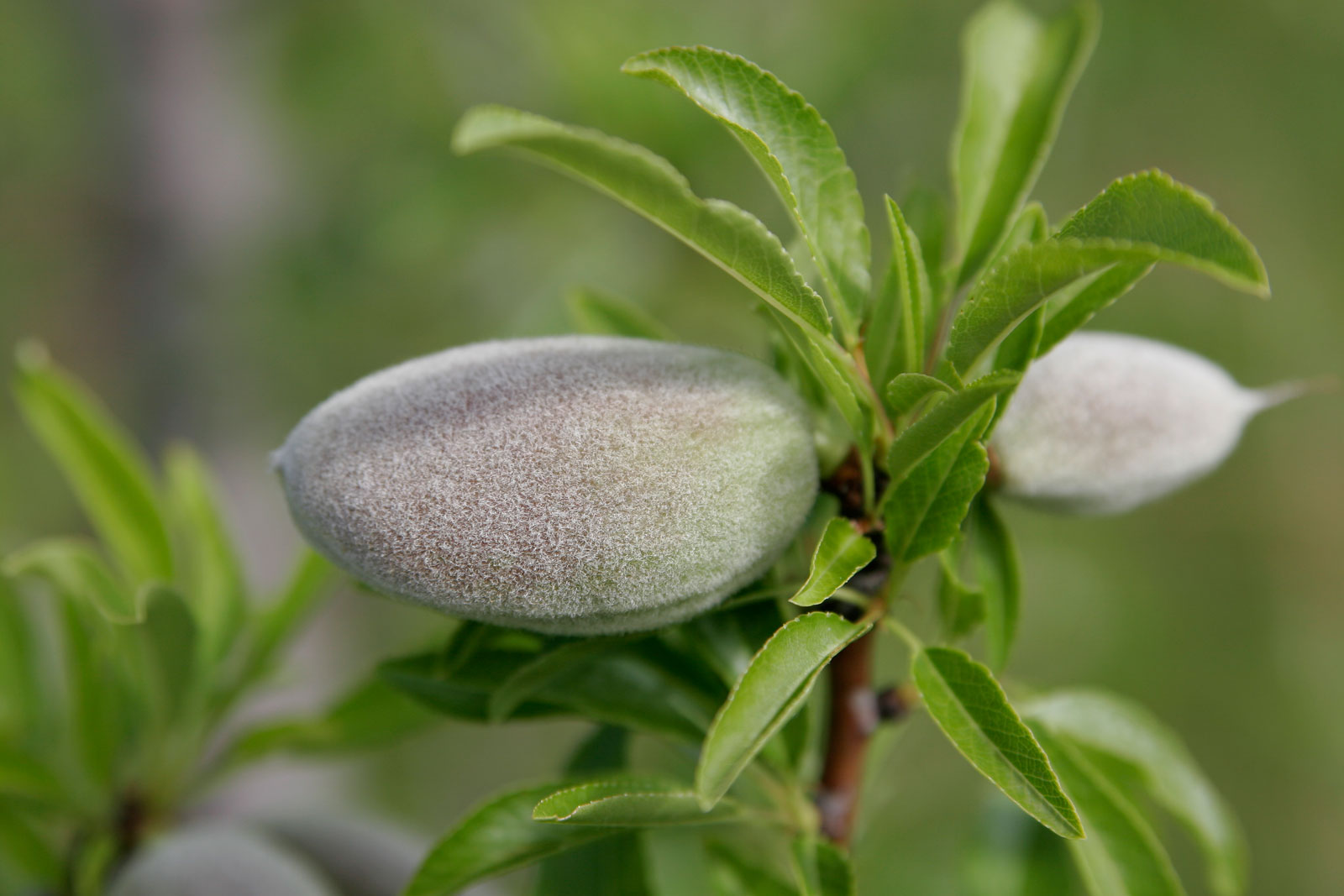
ثمرة اللوز قبل نضجها وتكون قشرتها الخارجية خضراء اللون

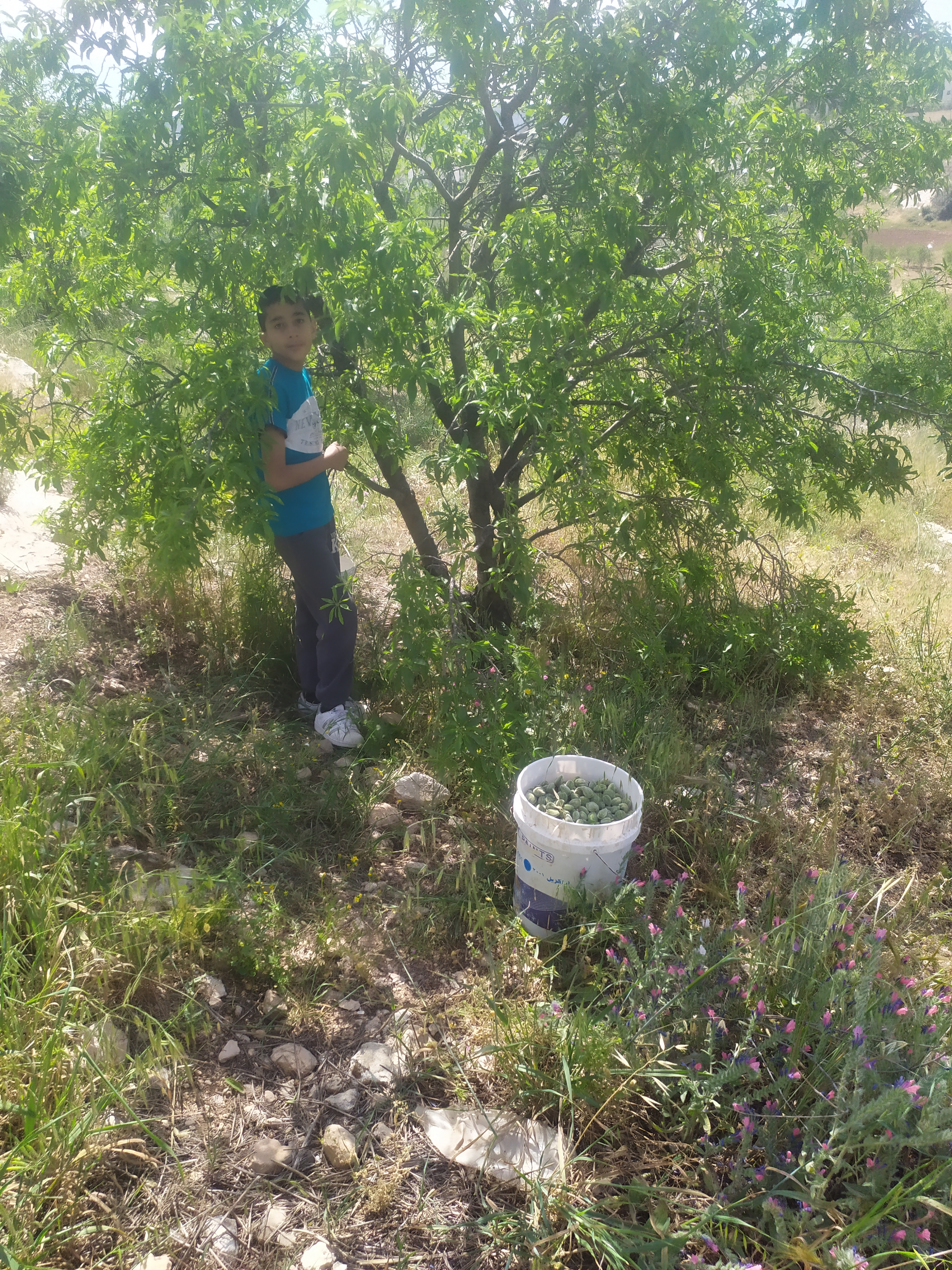
لوز أخضر صنف مخمل،قرية السيميا غرب مدينة دورا بمحافظة الخليل الفلسطينية

تثمر بعض أشجار اللوز ثماراً حلوة المذاق، بينما يثمر بعضها ثماراً مرة. ويستخرج من كلا النوعين الزيت. وتعتبر اللوزات الحلوة طعاماً متميزاً فتؤكل بعد رفع القشرة الخشبية القاسية التي تغلفها، كما تؤكل طازجة في فصل الربيع بقشرتها الخضراء عند بداية نضجها وقبل أن تتخشب قشرتها التي تكون في تلك الفترة غنية بالسيليلوز. أما اللوزات المرة فهي سامة ويجب تجنب أكلها، وتنحصر الاستفادة منها في استخراج ما بها من زيت. يحتوي زيت اللوز على حمض الهيدروسيانيك البروسيّ السام، وبعد استخراج هذا الحمض يستخدم الزيت ليعطي نكهة على الخلاصات المختلفة.

## المعلومات الغذائية
يحتوي كل كوب من اللوز (143غ) بحسب وزارة الزراعة الأميركية على المعلومات الغذائية التالية :
- السعرات الحرارية: 822
- الدهون: 70.67
- الدهون المشبعة: 5.33
- الكاربوهيدرات: 30.99
- الألياف: 17.4
- البروتينات: 30.34
- الكولسترول: 0

كما يحتوي على عناصر ومواد غذائية مفيدة أخرى كفيتامين إي، والريبوفلافين، والمنغنيز، وغيرها.

## فوائد اللوز
ويحتوي اللوز على قيمة غذائية عالية وله فوائد كثيرة ويدخل الزيت المستخرج من اللوز الحلو في صناعات تجميلية وصيدلانية فهو يطري ويقوي الجلد الجاف ويهدئ الحكة ويسرع في شفاء الأمراض الجلدية والحروق السطحية ويسكن آلام الأذن الوسطى ويرمم غشاء الطبل إضافة إلى استخدامه في المعاجين العطرية والروائح والحلويات والسكاكر ويمكن أن يؤكل طازجا أخضر وناضج
ويسهم تناول ثمرة اللوز في تخفيض نسبة الكوليسترول في الدم ولبذورها الحلوة آثار مسكنة ومهدئة وملينة وهي مضادة للتشنج وللانيميا/فقر الدم/ ومرممة للنقص المعدني في الجسم وتساعد على النوم الهادئ، إضافة إلى أن أكثر الاطباء العرب القدامى تحدث عن اللوز وفوائده. وَمِمَّا جاء في تذكرة داؤود الانطاكي أن اللوز ينقي الصدر ويفتح السدد والربو ويقطع السعال المزمن ويزيل حرقة البول وتحفظ جوهر الدماغ وتزيل بلة المعدة.بالإضافة لذلك يعتبر اللوز مفيدا لمرضى السكري حيث أشارت دراسة نشرت في مجلة Metabolism عام 2011 أن تناول 60 غرام من اللوز مرتبط بخفض مستو الغلوكوز الصيامي و الأنسولين الصيامي لدى مرضى السكر.
كما يعتبر اللوز والمكسرات عامل وقائي من تطور سرطان الثدي حيث بينت الدراسات أن تناول كميات كبيرة من الجوز واللوز يقلل بشكل كبير من خطر الإصابة بسرطان الثدي بنسبة 2-3 مرات.

## اللوز ومضادات الأكسدة
يعتبر اللوز مصدرا مهما لمضادات الأكسدة التي تعمل على التقليل من الإجهاد التأكسدي الذي يسبب الضرر للخلايا ويكون تركيز مضادات الأكسدة في قشرة اللوز لذلك يفضل تناول اللوز مع قشره.
ومن أهم المركبات المضادة للأكسة الموجودة في اللوز فيتامين ه و المركبات الفينولية بالإضافة إلى مركبات الفلافونويد.
- فيتامين هـ يحتوي اللوز على نسب عالية من فيتامين هـ الذي يساعد على منع ضرر التأكسد في الجسم نتيجة تراكم الجذور الحرة التي تتكون نتيجة العمليات التي تحدث بشكل طبيعي في الجسم حيث يتمكن الجسم من ازالة العديد منها وتناول مضادات الأكسدة يساعد على ذلك وقد ربط العلماء بين تناول كميات عالية من فيتامين هـ  وتقليل خطر الإصابة بمرض الزهايمر.[9]

## المغنيزيوم والمنغنيز
يعتبر اللوز غني بالمغنيزيوم و المنغنيز الذي يلعب دورا مهما خلال عملية استقلاب الكربوهيدرات و الأحماض الأمينية واستقلاب الكوليسترول، بينما يشارك المغنيزيوم في 300 مسار استقلابي يبما فيها إنتاج الطاقة وتخليق البروتين و الوظائف الهيكلية مثل تكوين  العظام.

## فوائد اللوز للحامل والجنين
تبين أن تناول المكسرات ومنها اللوز أثناء الحمل المبكر يمكن أن يحسن النمو النفسي العصبي للطفل فقد وجد أن الأطفال الذين تتناول أمهاتهم 2-3 أونصات من المكسرات أسبوعيا (بمتوسط 74 غ أسبوعيا ) خلال الأشهر الثلاثة الأولى من الحمل يتمتعون بمعدل ذكاء وذاكرة وانتباه و تركيز أفضل من أقرانهم الذين لا تتناول أمهاتهم المكسرات أثناء الحمل.

## اللوز والوقاية من مرضالسرطان
توصل الباحثون في جامعة كاليفورنيا الأمريكية أن تناول اللوز يساعد في المحافظة على سلامة الأمعاء والقولون ويمنع ظهور الأمراض السرطانية فيها.
وجد الباحثون بعد تقسيم مجموعة من الفئران إلى 4 مجموعات، بحيث اعطيت المجموعة الأولى من الفئران اللوز الكامل والثانية لوز خال من الدهون والثالثة أقراص من زيت اللوز والرابعة غذاء يخلو من اللوز لمدة 6 أشهر. ثم تم حقن جميع الفئران بمادة مسببة لسرطان القولون، فوجد أن الفئران التي تغذت على اللوز الكامل حققت أفضل وقاية من أورام الأمعاء السرطانية.
وتسعى معظم المناطق الشمالية الباردة لزيادة رقعة المزروعات اللوزية، يعتبر اللوز اليمني صاحب المرتبة الأولى في العالم من حيث جودته ومفعولة الصحي.

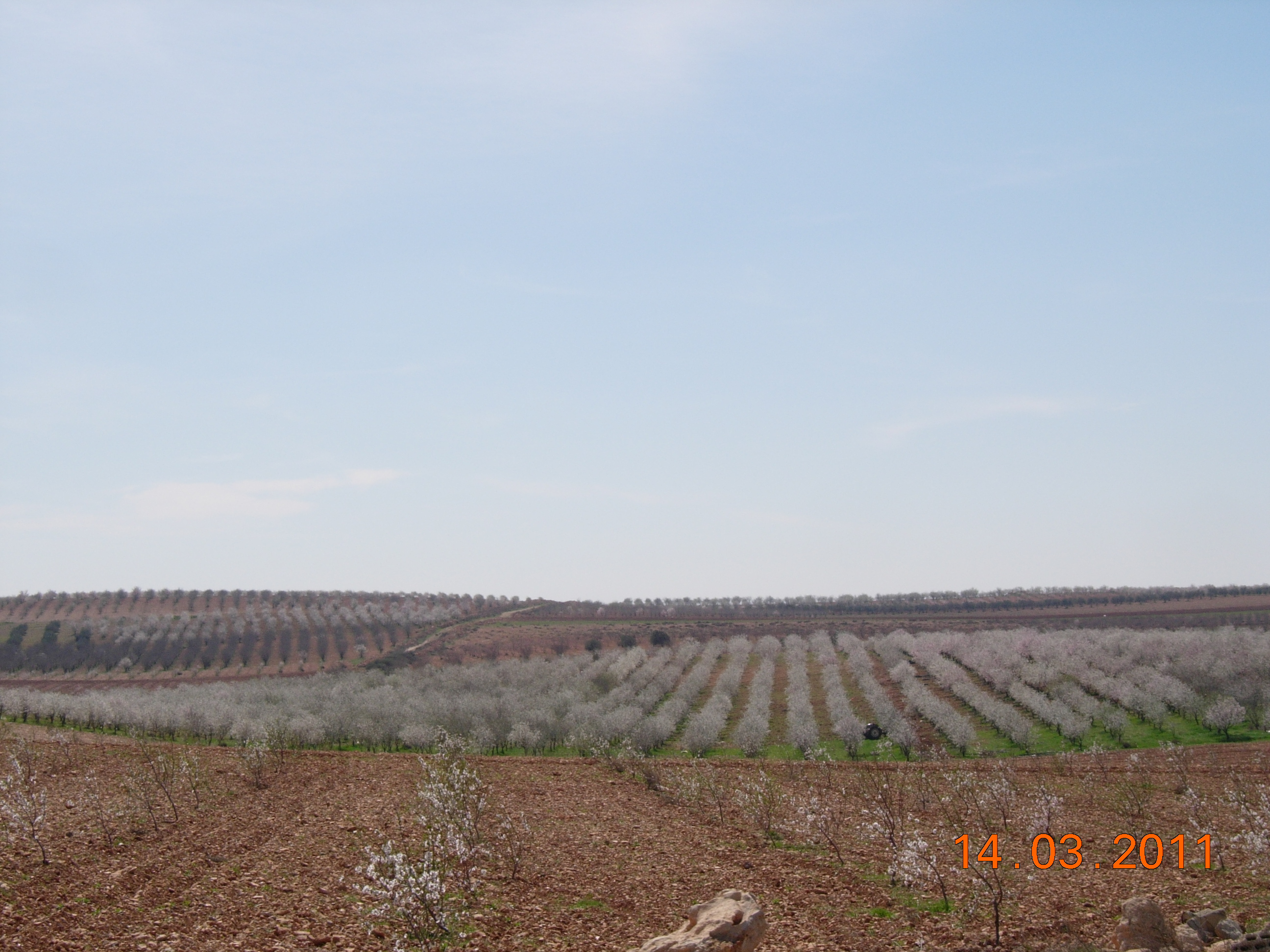

## صور

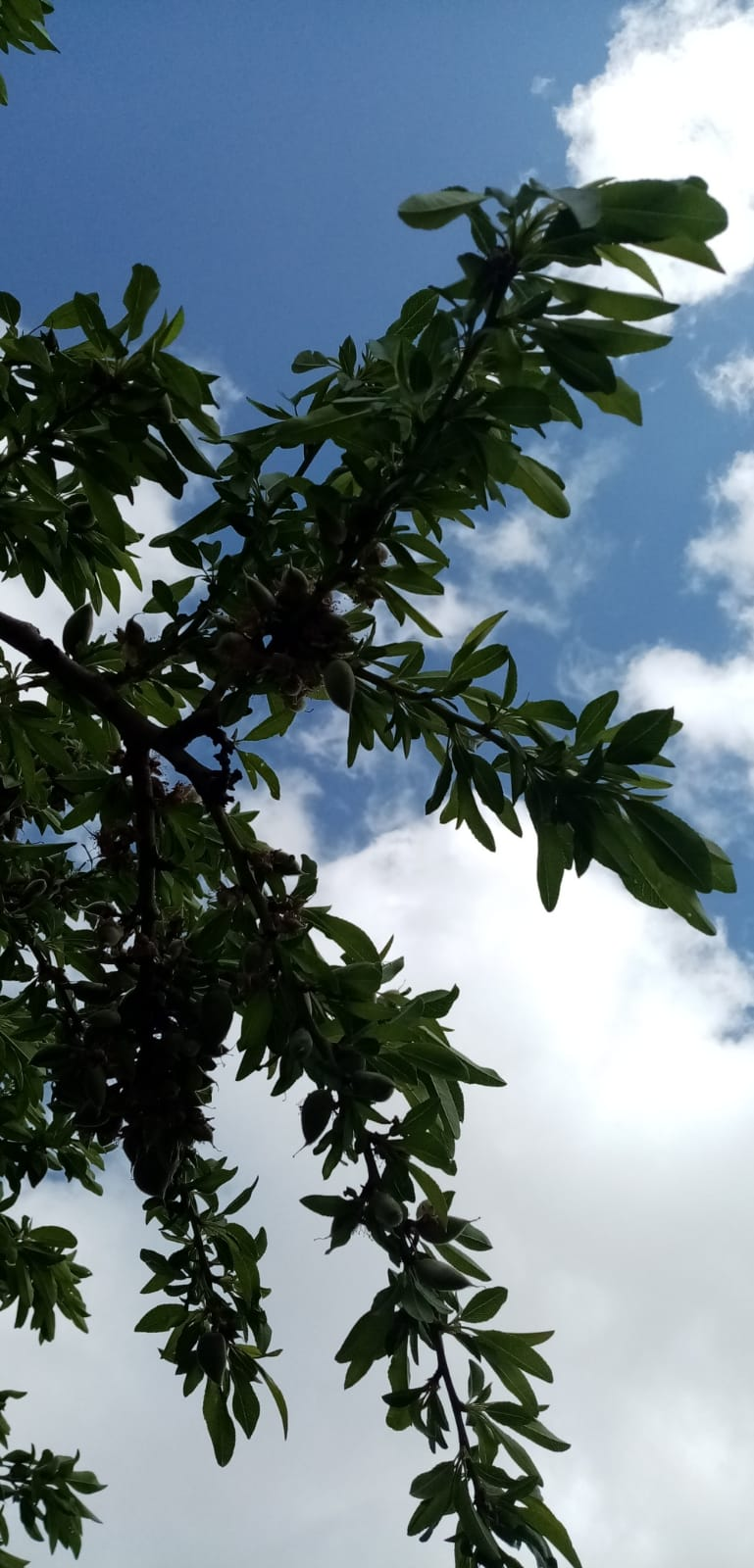

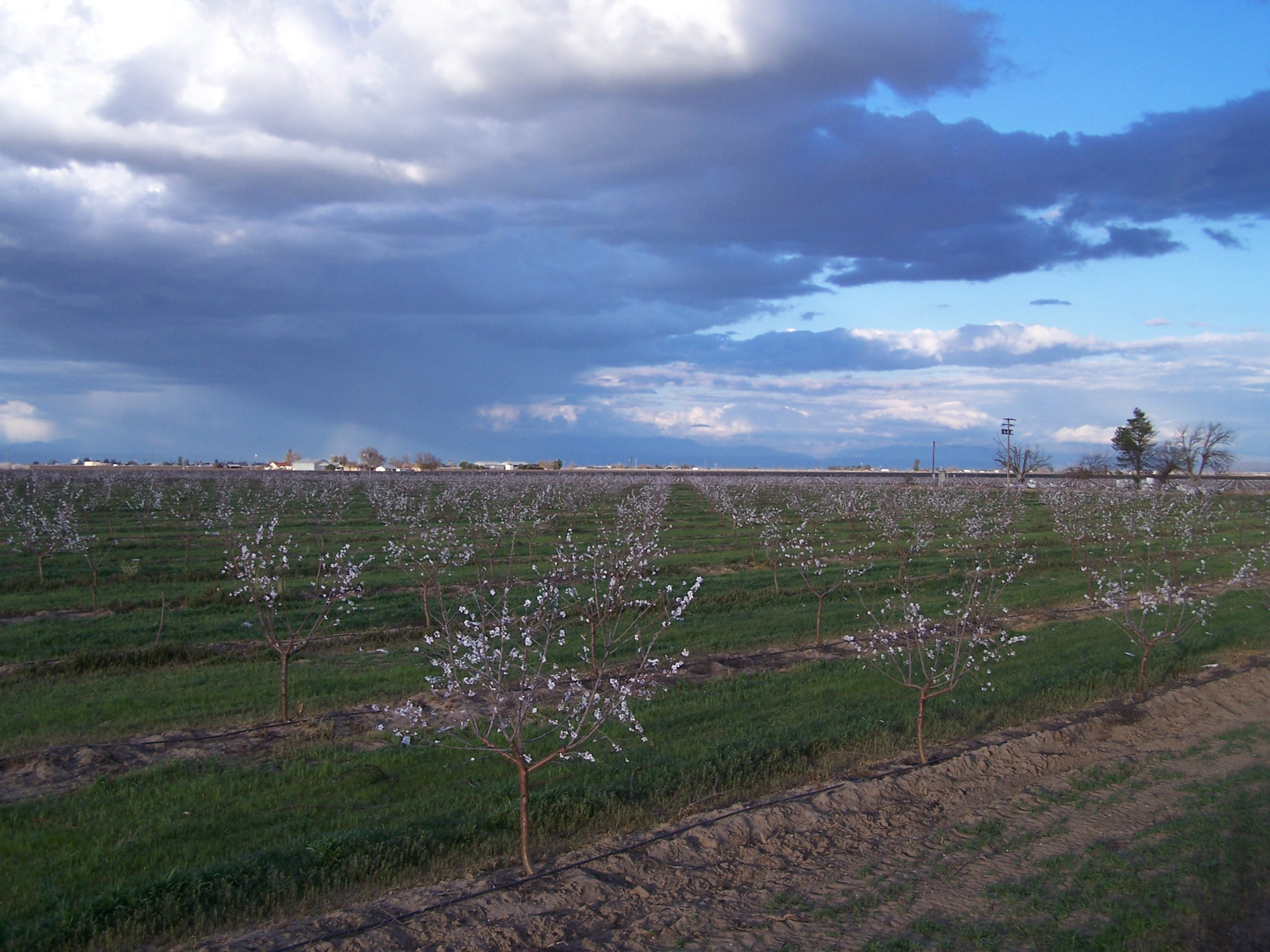
أحد حقول اللوز في كاليفورنيا
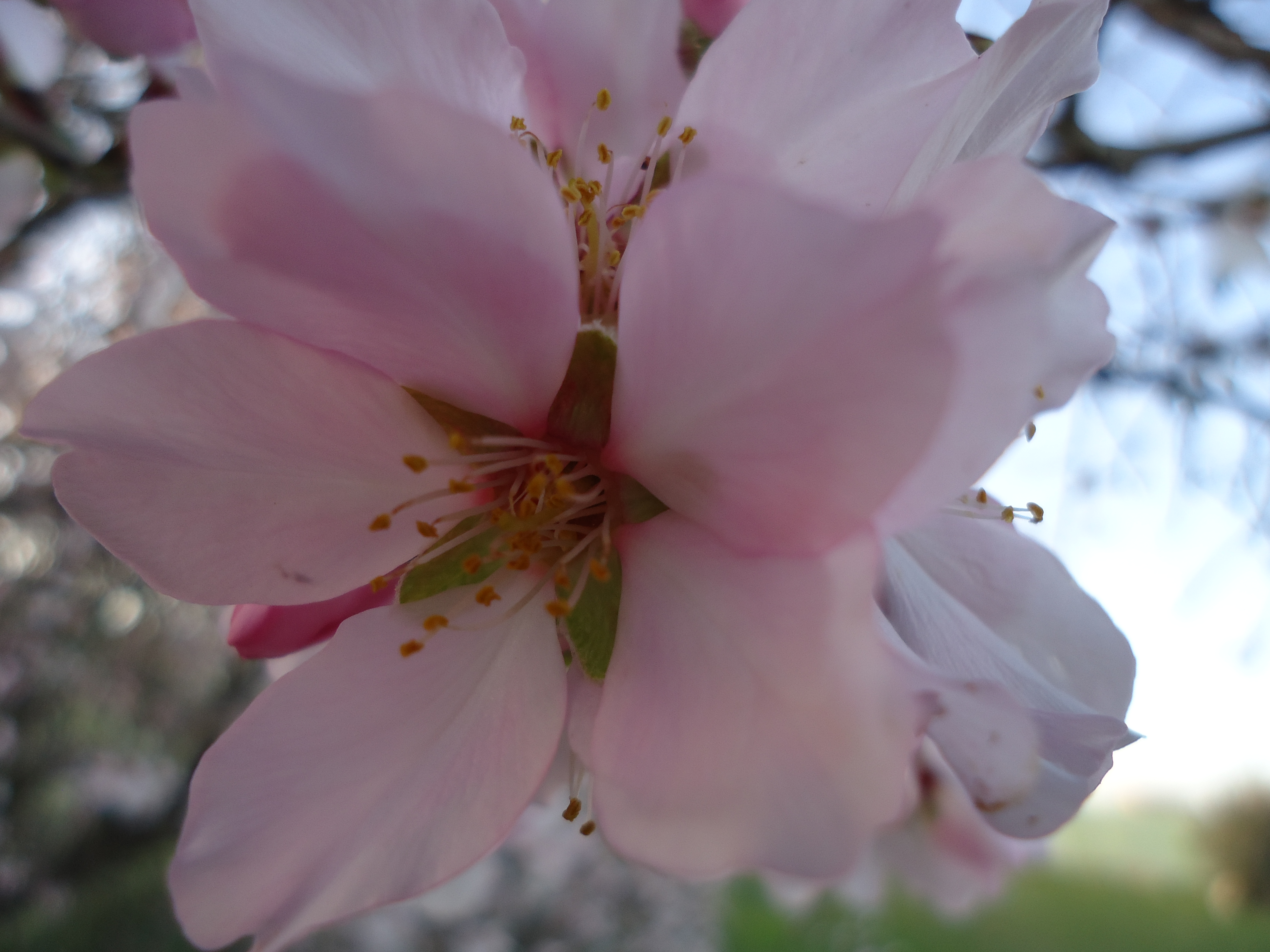
زهرة اللوز
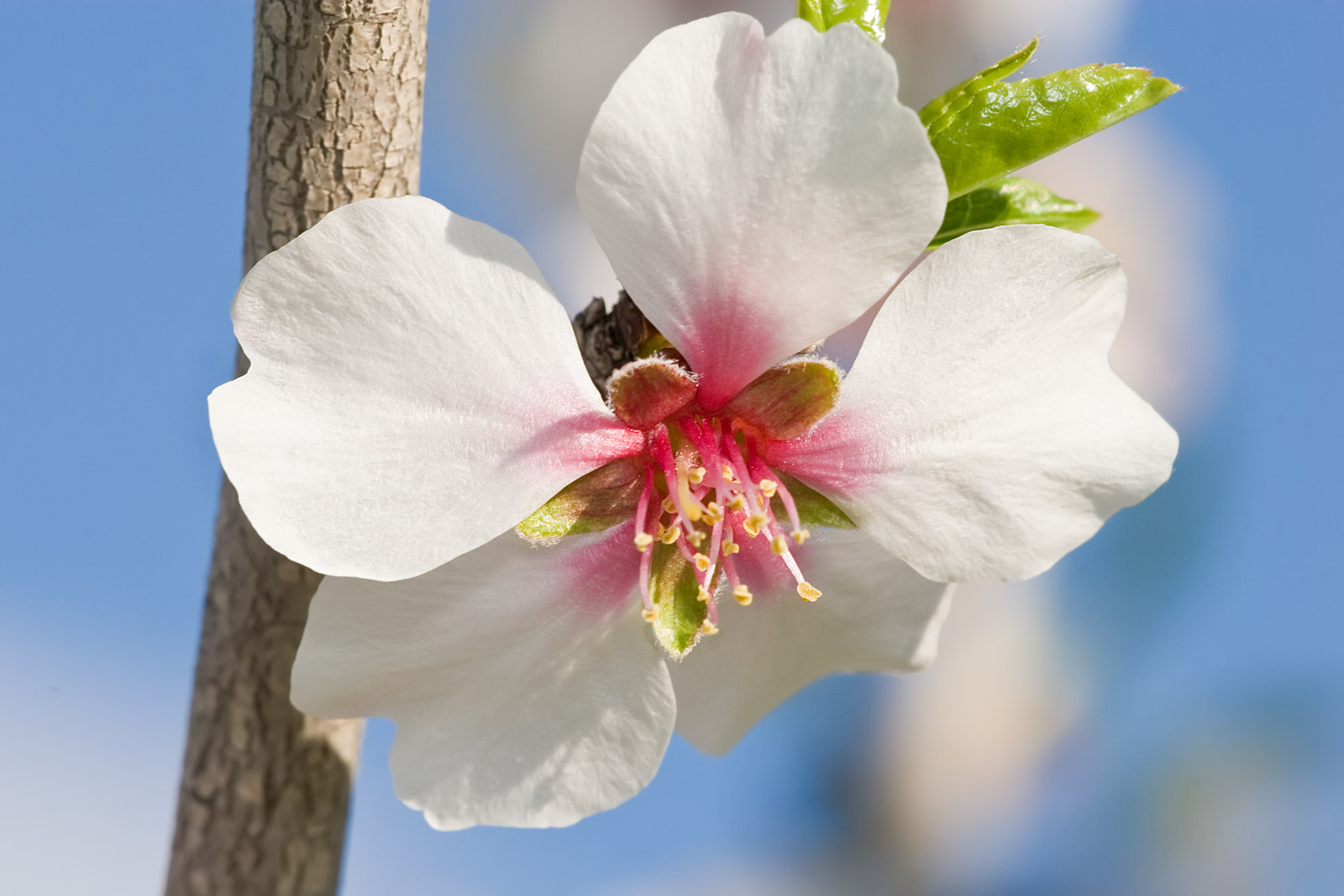
زهرة اللوز
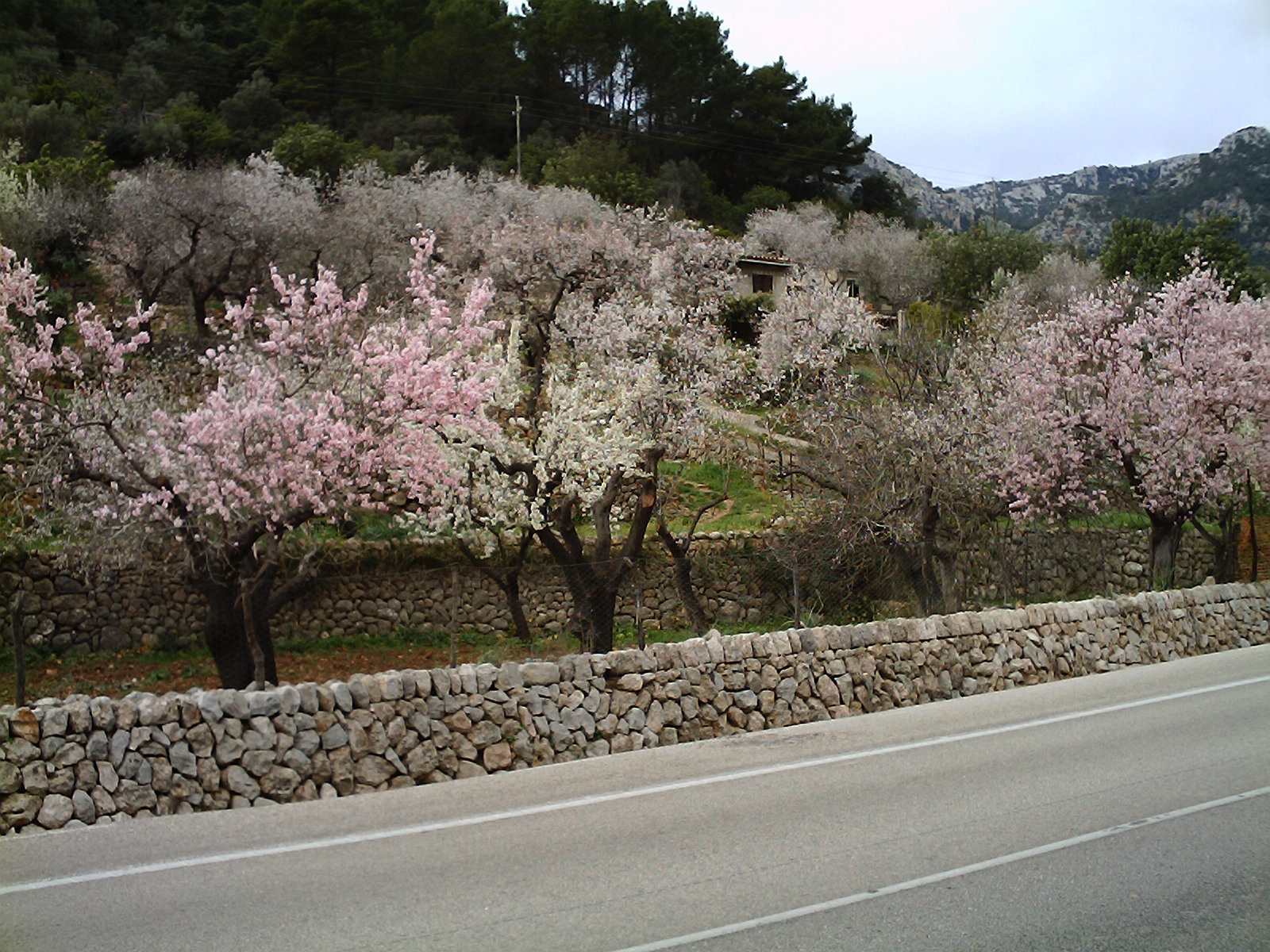
شجرة اللوز حيث تظهر أزهارها وتتفتح قبل ظهور الأوراق
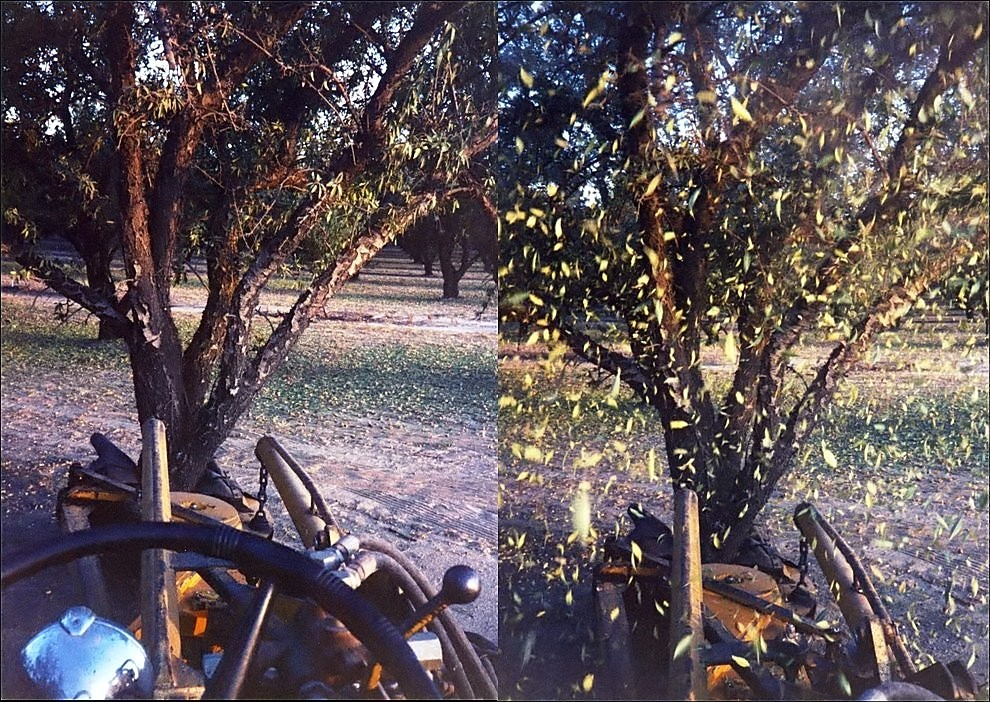
خلال الحصاد يتم هز شجرة اللوز فتتساقط الثمار مكتملة النضوج
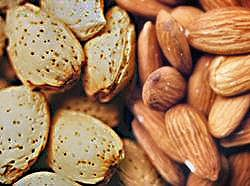
اللوز قبل وبعد ازالة قشرته الخشبية
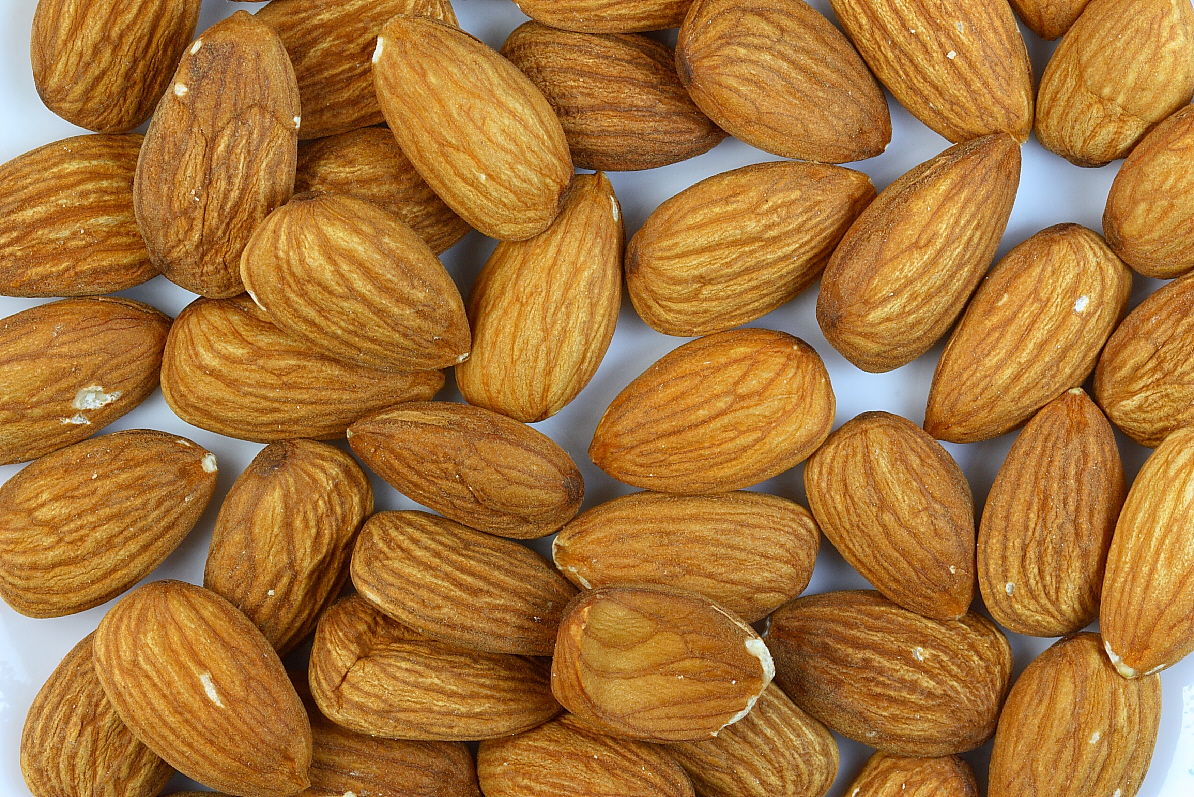
اللب الداخلية للوز وتسمى الواحدة منها لوزة
أوراق شجرة اللوز
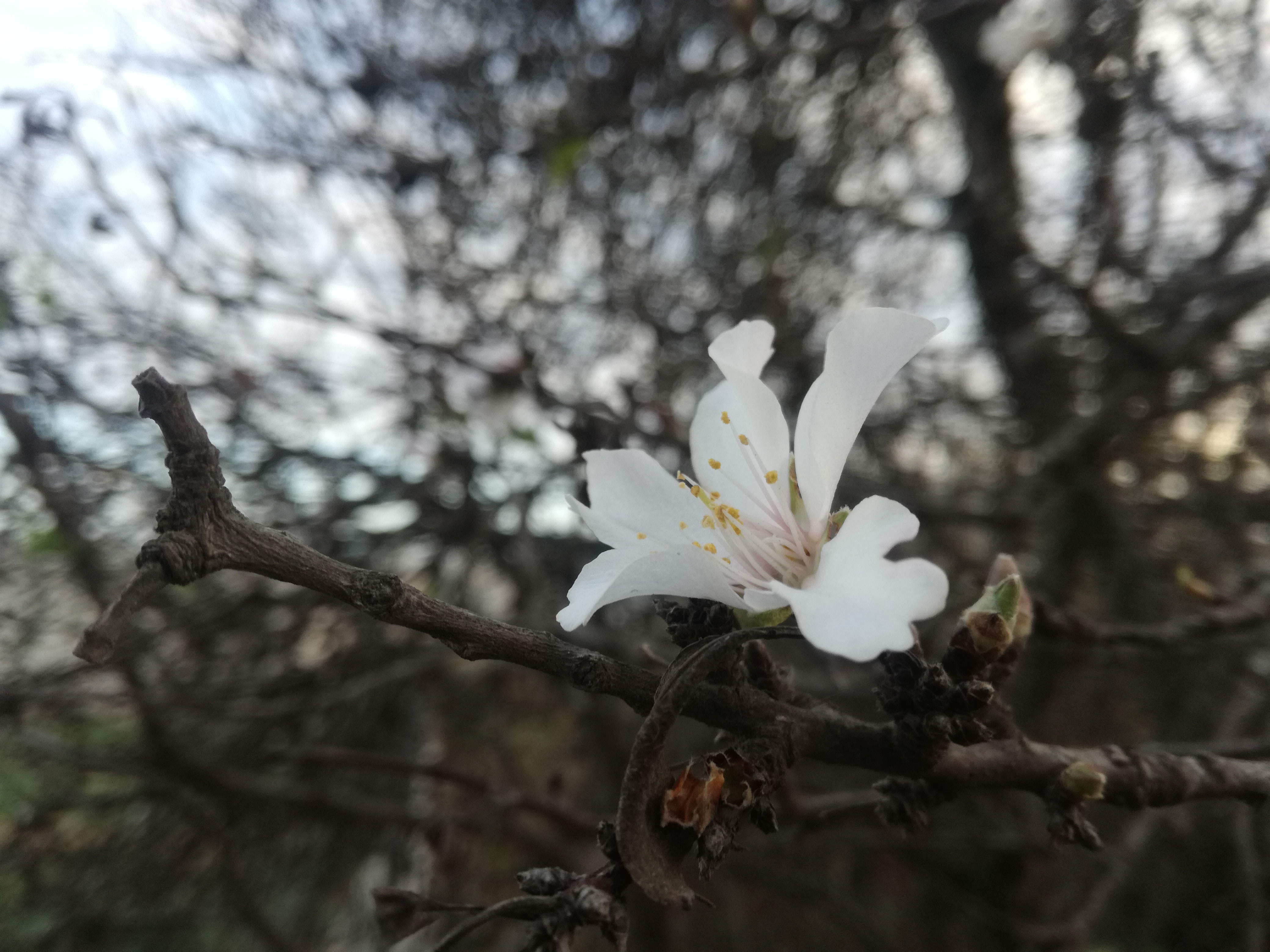
زهرة اللوز

## اللوز الفاسد
اللوز الفاسد يكون رمادي اللون واحياناً يكون أسود اللون، يجب عدم أكله. اللون الرمادي مقترنا بالطعم المر غير المقبول واللوزات المرة هي سامة ويجب تجنب أكلها، وأكله يسبب ألام الدماغ وقد يؤدي إلى القيء ووجع البطن، وقد يؤدي إلى تسمم خطير في الدم وأحياناً يؤدي إلى الموت.
مثل اللوز الفاسد مثل نوية المشمش ونوية الخوخ، لا تؤكل عادة.